# Инцидент (Остаться в живых)
«Инцидент» (англ. The Incident — завершающая сдвоенная серия пятого сезона американского телесериала «Остаться в живых». Эпизод включает в себя 16-ю и 17-ю серии пятого сезона (102-ю и 103-ю серии в общем счёте). Обе серии были показаны на канале ABC 13 мая 2009 года. Впервые за сериал центральным персонажем стал таинственный защитник острова Джейкоб. Серию посмотрели 9.428 миллионов американских телезрителей.

## Сюжет

### Воспоминания
Эпизод начинается с Джейкоба (Марк Пеллегрино), сидящего на берегу острова рядом с огромной четырёхпалой статуей, где к нему подходит другой, странный мужчина (Титус Уэлливер). Он замечает корабль на горизонте и предполагает, что это Джейкоб привёл его сюда. Мужчина заявляет, что, кто бы ни прибывал на Остров, всегда происходит одно и то же, и что он найдёт лазейку, чтобы убить Джейкоба.
В течение серии у нескольких персонажей есть флешбэки, в которых они встречаются с Джейкобом. Кейт встретилась с ним, когда была маленькой девочкой и пыталась украсть из магазина жестяную коробку для завтрака. К восьмилетнему Сойеру Джейкоб приходит вскоре после похорон родителей Джеймса. Сун и Джина он приходит поздравить с днём свадьбы. К Локку он подходит сразу после того, как Джона вытолкнул из окна его отец. Джек встречает его после своей первой операции в качестве главы собственной команды хирургов, которую он проводил на молодой девушке (об этом Джек рассказал Кейт в пилотной серии). К Саиду Джейкоб подходит за секунды до того, как его жену Надью убивают. С Хёрли он встречается после выхода того из тюрьмы, между событиями серий «Маленький принц» и «316». Джейкоб говорит Хьюго, что он не проклят и не сошёл с ума — он был благословлён, и его способность видеть и общаться с умершими — это дар. Он говорит Хёрли сесть на рейс 316 и оставляет ему гитарный футляр. Илану Джейкоб навещает в больнице, где она проходит лечение и просит её приехать на Остров.
В единственном флешбэке без Джейкоба родители Джульет объявляют о том, что разводятся, и этим очень расстраивают дочку; они говорят, что, хотя они любят друг друга, им не суждено быть вместе.

### 1977 год
В продолжение событий предыдущей серии — «Следуй за лидером» — Кейт (Эванджелин Лилли), Джульет (Элизабет Митчелл) и Сойер (Джош Холлоуэй) находятся на подлодке, уплывающей от Острова. Кейт убеждает Сойера и Джульет в том, что им нужно предотвратить взрыв Джеком водородной бомбы на Острове. Они заставляют капитана всплыть, чтобы они могли вернуться, и говорят ему продолжать держать курс от Острова. Они приплывают на Остров, где их встречает пёс Винсент, чьими хозяевами последние три года были Роуз (Л. Скотт Колдуэлл) и её муж Бернард (Сэм Андерсон). Роуз объясняет троице, что она и Бернард удалились на покой и мирно живут около берега, подбирают остатки еды и не привлекают внимание DHARMA Initiative. Роуз указывает им путь к будущей станции «Лебедь», и они уходят.

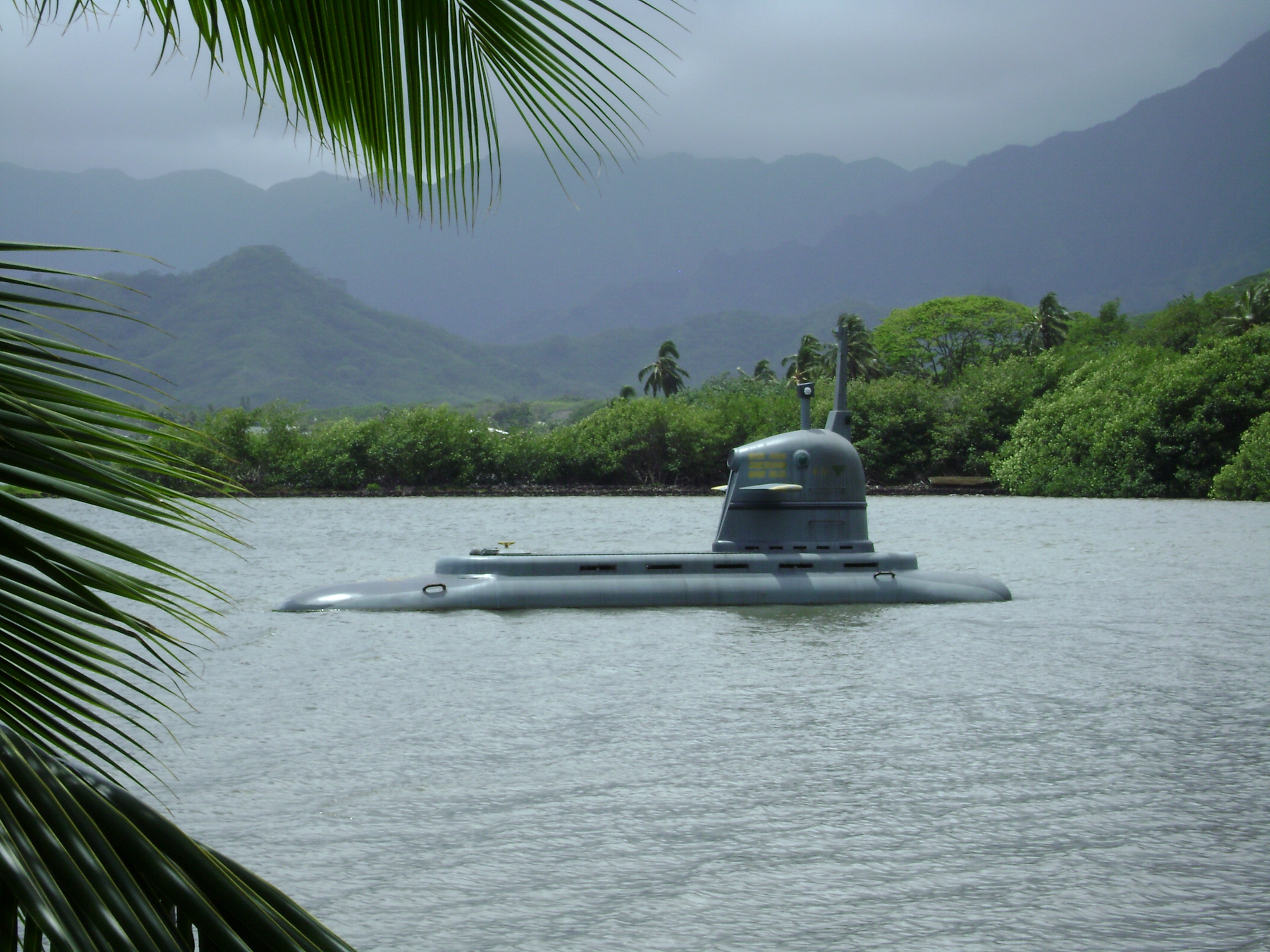
Подводная лодка DHARMA Initiative.

Тем временем Джек (Мэттью Фокс) и Саид (Нэвин Эндрюс) в туннелях под бараками DHARM’ы разбирают водородную бомбу, чтобы вынуть из неё ядерный взрыватель. Ричард (Нестор Карбонель) и Элоиза Хоукинг (Элис Эванс) помогают Джеку и Саиду пробраться к баракам через фундамент одного из домов. Ричард вырубает Элоизу, чтобы не дать ей пойти с ними взрывать бомбу, потому что она беременна. Саид надевает комбинезон DHARM’ы, чтобы пройти по баракам; они почти выбираются, когда Роджер Лайнус (Джон Гриз) узнаёт его и стреляет. Джек и Саид уезжают вместе с Джином (Дэниел Дэ Ким) и Майлзом (Кен Люн) в фургоне, за рулём которого Хёрли (Хорхе Гарсиа). Хёрли везёт всех на строительную площадку станции «Лебедь», в это время Джек пытается заткнуть рану Саида; их останавливают Джульет, Сойер и Кейт.
Джек и Сойер отходят в джунгли, чтобы наедине обсудить ситуацию. Сойер выражает своё мнение тем, что «нельзя повернуть время вспять» и они не должны пытаться изменить прошлое. Джек утверждает, что это его судьба и что Джон Локк (Терри О`Куинн) всегда был прав насчёт Острова. Джек и Сойер начинают драться, их останавливает Джульет, которая теперь согласна с Джеком и считает, что им нужно взорвать бомбу. Затем Джульет порывает с Сойером, говоря, что, хотя они любят друг друга, им не суждено быть вместе и что, если они никогда не встретятся, она никогда его не потеряет. Теперь, когда все с ним наконец согласились, Джек попадает на стройплощадку «Лебедя» в то же время, когда туда прибывает группа вооружённых людей во главе с сотрудником охраны DHARM’ы Филом (Патрик Фишлер). По приказу Радзински (Эрик Ланж), доктор Пьер Чанг (Франсуа Шо) продолжает бурение источника энергии, находящегося под стройплощадкой. Начинается перестрелка, преимущество в которой оказывается на стороне приехавших выживших, что позволяет Джеку сбросить бомбу в шахту в тот самый момент, когда бур достигает источник энергии. Но она не взрывается, а все металлические предметы неожиданно начинает засасывать в шахту. Падающая арматура убивает Фила, бурильная установка повреждает руку доктора Чанга, а обвившиеся вокруг Джульет металлические цепи тянут её в пропасть. Она переживает падение и, несмотря на серьёзные ранения, берёт камень и бьёт им по бомбе, пока та не взрывается.

### 2007 год
Локк, Бенджамин Лайнус (Майкл Эмерсон), Сун Квон (Ким Юнджин) и Другие держат путь к остаткам четырёхпалой статуи, где проживает Джейкоб. Локк поручает Бену убить Джейкоба и напоминает ему о всём плохом, что было в его жизни. В то же время группа выживших с рейса Ajira 316, включая Илану (Зулейка Робинсон) и Брэма (Брэд Уильям Хэнке), следуют к хижине Джейкоба вместе с Фрэнком Лапидусом (Джефф Фэйи) и большим металлическим ящиком из грузового отсека самолёта. Хижина оказывается необитаемой. Они поджигают её, когда понимают, что им нужно идти к статуе. Их группа прибывает вскоре после того, как и Бен и Локк заходят в помещение в основании статуи. Илана задаёт Ричарду вопрос: «Что находится в тени статуи?», на что Ричард отвечает: «Ille qui nos omnes servabit» (латынь: «Тот, кто спасёт всех нас»). Илана демонстрирует содержимое ящика: там лежит тело мёртвого Джона Локка. Сун пытается понять кто же тогда вошел внутрь статуи с Беном и этот вопрос обеспокоил Илану. Джейкоб сразу понимает, что Локк, на самом деле, это мужчина из первого флешбэка и что он обманом хочет заставить Бена убить его. Когда Бен задает вопрос почему Джейкоб предпочел Локка несмотря на то, что Бен пошел на жертвы ради острова, Джейкоб ответил вопросом «А кто ты собственно?». Это шокирует Бена и он наносит Джейкобу несколько смертельных ударов ножом, а Джон толкает умирающего в огонь. Последние слова Джейкоба — «Они идут».